# Liste der Baudenkmäler in Werden
Die Liste der Baudenkmäler in Werden enthält die denkmalgeschützten Bauwerke auf dem Gebiet von Essen-Werden, Stadtbezirk IX, in Nordrhein-Westfalen (Stand: Oktober 2018). Diese Baudenkmäler sind in der Denkmalliste der Stadt Essen eingetragen; Grundlage für die Aufnahme ist das Denkmalschutzgesetz Nordrhein-Westfalen (DSchG NRW).

| Bild                                                  | Bezeichnung                                                   | Lage                                                 | Beschreibung | Bauzeit                         | Eingetragen seit   | Denkmal- nummer |
| ----------------------------------------------------- | ------------------------------------------------------------- | ---------------------------------------------------- | --- | ------------------------------- | ------------------ | --------------- |
| BW                                                    | Stadtmauer Werden                                             | nördlich unterhalb An der Stadtmauer (17) Karte      | Die Stadtmauerreste sind von öffentlichem Grund aus nicht sichtbar. | etwa 14. Jahrhundert            | 14. Februar 1985   | 79a             |
| Fachwerkhaus                                          | Fachwerkhaus                                                  | Beckhansweg 60 Karte                                 | | 1754                            | 10. Juli 1986      | 138             |
| Wohnhaus                                              | Wohnhaus                                                      | Brandstorstraße 1 Karte                              | | Ende 18. Jahrhundert            | 10. Juli 1986      | 140             |
| Wohn- und Geschäftshaus                               | Wohn- und Geschäftshaus                                       | Brückstraße 47 / Hufergasse 1–3 Karte                | | zweite Hälfte 19. Jahrhundert   | 10. Juli 1986      | 141             |
| BW                                                    | Reste der Abteimauer                                          | Brückstraße 48 Karte                                 | Die in das Gebäude einbezogenen Reste der Abteimauer sind von außen nicht sichtbar.                                                                                                  | etwa 12. Jahrhundert            | 10. Juli 1986      | 142             |
| Fachwerkhaus                                          | Fachwerkhaus                                                  | Brückstraße 49–53 / Hufergasse 2/4 Karte             | | 17. Jahrhundert                 | 10. Mai 1990       | 556             |
| weitere Bilder                                        | Abteikirche St. Ludger                                        | Brückstraße 52 Karte                                 | Sie trägt seit 1983 den Titel einer Basilica minor. | Ursprung 799                    | 12. August 1986    | 67              |
| Gebäude der Schatzkammer der ehemaligen Abtei Werden  | Gebäude der Schatzkammer der ehemaligen Abtei Werden          | Brückstraße 54 Karte                                 | | 19. Jahrhundert                 | 10. Juli 1986      | 143             |
| weitere Bilder                                        | Wohnhaus                                                      | Brückstraße 59 Karte                                 | | Ursprung 18. Jahrhundert        | 25. November 1997  | 896             |
| Wohnhaus Effmann                                      | Wohnhaus Effmann                                              | Brückstraße 73 Karte                                 | | zweites Drittel 18. Jahrhundert | 8. September 1994  | 825             |
| Wohnhaus                                              | Wohnhaus                                                      | Brückstraße 75–79 Karte                              | | 1787                            | 10. Juli 1986      | 189             |
| weitere Bilder                                        | Wohnhaus                                                      | Brückstraße 83/85 Karte                              | | Anfang 19. Jahrhundert          | 12. August 1986    | 190             |
| Wohnhaus                                              | Wohnhaus                                                      | Bungertstraße 30 Karte                               | | 18. Jahrhundert                 | 10. Juli 1986      | 146             |
| Wohnhaus                                              | Wohnhaus                                                      | Bungertstraße 32 Karte                               | | 18. Jahrhundert                 | 22. Mai 1997       | 890             |
| weitere Bilder                                        | Friedhof Werden I                                             | Dückerstraße / Luziusstraße Karte                    | | 1824 eröffnet                   | 13. Oktober 1994   | 837             |
| weitere Bilder                                        | ehemaliges Klostergebäude                                     | Dudenstraße 14 Karte                                 | | Mitte 19. Jahrhundert           | 20. August 2001    | 914             |
| weitere Bilder                                        | Fachwerkhaus                                                  | Eiergasse 10 Karte                                   | | 17./18. Jahrhundert             | 10. Juli 1986      | 147             |
| weitere Bilder                                        | Denkmal Friedrich III.                                        | Rondell Forstmannstraße Karte                        | Bronzestandbild von Wilhelm Albermann | 1900                            | 10. Juli 1986      | 164             |
| weitere Bilder                                        | Straßenzug mit Reihenwohnhausbebauung des Historismus         | Forstmannstraße 1–22 (o. Nr. 4) Karte                | Schutzumfang: nur die Fassaden und der von ihnen umschlossene Straßenraum inkl. desjenigen des als point de vue dienenden Rondells (vgl. Denkmalnummer 164).                         | 19. Jahrhundert                 | 1. Juli 2010       | 958             |
| Wohnhaus                                              | Wohnhaus                                                      | Forstmannstraße 52 Karte                             | | 1906                            | 17. Februar 2001   | 913             |
| Wohnhaus                                              | Wohnhaus                                                      | Forstmannstraße 61 Karte                             | | um 1910                         | 10. Juli 1986      | 148             |
| ehemaliges evangelisches Pfarramt                     | ehemaliges evangelisches Pfarramt                             | Grafenstraße 35–37 Karte                             | | 1636                            | 14. Februar 1985   | 72              |
| Wohn- und Geschäftshaus                               | Wohn- und Geschäftshaus                                       | Grafenstraße 43 Karte                                | | erste Hälfte 19. Jahrhundert    | 10. Juli 1986      | 149             |
| Haus Himmel                                           | Haus Himmel                                                   | Grafenstraße 49 Karte                                | ursprünglich als abteiliches Lehen für den letzten abteilichen Kanzleidirektor Dingerkuhs erbaut                                                                                     |                                 | 14. Februar 1985   | 73              |
| Stadtmauer Werden                                     | Stadtmauer Werden                                             | Grafenstraße 57–59 / Heckstraße 27 Karte             | | etwa 14. Jahrhundert            | 14. Februar 1985   | 79b             |
| Wohnhaus                                              | Wohnhaus                                                      | Grafenstraße 59 Karte                                | | 1756                            | 14. Februar 1985   | 74              |
| weitere Bilder                                        | Schleuse Neukirchen                                           | Hardenbergufer Karte                                 | | 1776–1778                       | 12. August 1986    | 191             |
| weitere Bilder                                        | ehemalige Kornmühle, Weiße Mühle                              | Hardenbergufer 59 Karte                              | | 18./19. Jahrhundert             | 10. Juli 1986      | 151             |
| Wasserschutzpolizeistation                            | Wasserschutzpolizeistation                                    | Hardenbergufer 59a Karte                             | Der pavillonartige Bau steht für die in den 1950er Jahren angestrebte Expansion von Wasserwegen und ihrer Überwachung als bedeutende Verkehrsadern.                                  | 1950er Jahre                    | 22. April 2024     | 1000            |
| Gemeindehaus der evangelischen Kirchengemeinde Werden | Gemeindehaus der evangelischen Kirchengemeinde Werden         | Haus Fuhr 7–9 / Heckstraße 16 Karte                  | | 1830, Anbau 1909–1910           | 10. Juli 1986      | 152             |
| Wohn- und Geschäftshaus                               | Wohn- und Geschäftshaus                                       | Heckstraße 1 Karte                                   | | um 1800                         | 10. Juli 1986      | 154             |
| Kellergeschoss Wohnhaus                               | Kellergeschoss Wohnhaus                                       | Heckstraße 18 Karte                                  | | 14. Jahrhundert                 | 14. Februar 1985   | 75              |
| Wohnhaus                                              | Wohnhaus                                                      | Heckstraße 21 Karte                                  | | 18. Jahrhundert                 | 9. Dezember 1993   | 799             |
| weitere Bilder                                        | Fachwerkhaus                                                  | Heckstraße 40 Karte                                  | | 18. Jahrhundert                 | 14. Mai 1987       | 208             |
| weitere Bilder                                        | Wirtschaftsgebäude (Handwerk)                                 | Heckstraße 40 Karte                                  | | um 1875 bis 1881                | 10. Oktober 1996   | 881             |
| weitere Bilder                                        | Evangelische Kirche Essen-Werden                              | Heckstraße 54/56 Karte                               | Backstein-Saalkirche mit Jugendstilfenstern; Grundsteinlegung 26. September 1897; eingeweiht am 24. Juni 1900; Architekt: August Senz; beherbergt eine Barock-Orgel (um 1750)        | um 1900                         | 10. Juli 1986      | 153             |
| Wohnhaus                                              | Wohnhaus                                                      | Heckstraße 58 Karte                                  | | 19. Jahrhundert                 | 10. Juli 1986      | 155             |
| Backsteingebäude                                      | Backsteingebäude                                              | Heckstraße 60 Karte                                  | | zweite Hälfte 19. Jahrhundert   | 10. Dezember 1987  | 246             |
| Wohnhaus                                              | Wohnhaus                                                      | Heckstraße 61 Karte                                  | Villa der Familie Apotheker Franz Wilhelm (* 1778, † 1863) und Theodora Enshoff (* 1784, † 1854)                                                                                     | 1840                            | 26. Januar 2016    | 972             |
| Wohnhaus                                              | Wohnhaus                                                      | Heckstraße 63-65 Karte                               | | Mitte 19. Jahrhundert           | 8. September 1984  | 826             |
| weitere Bilder                                        | Haus Heck                                                     | Heckstraße 67 Karte                                  | alter Rittersitz, 1390 als „dat hys an der Hecghe“ erstmals urkundlich genannt | erste Erwähnung 1390            | 14. Februar 1985   | 76              |
| Villa                                                 | Villa                                                         | Heckstraße 75 Karte                                  | | um 1830                         | 10. Juli 1986      | 156             |
| weitere Bilder                                        | ehemalige Fabrikantenvilla und Remise                         | Heckstraße 77–79 Karte                               | | 1873                            | 10. Juli 1986      | 157             |
| weitere Bilder                                        | ehemalige Fabrikantenvilla, Bürgermeisterhaus                 | Heckstraße 105 Karte                                 | | um 1895                         | 10. Juli 1986      | 158 Wikidata    |
| Wohnhaus                                              | Wohnhaus                                                      | Hufergasse 5 Karte                                   | | 17. Jahrhundert                 | 10. Juli 1986      | 159             |
| Romanisches Haus                                      | Romanisches Haus                                              | Hufergasse 7/9 Karte                                 | | 12. Jahrhundert                 | 14. Februar 1985   | 77              |
| Wohn- und Geschäftshaus                               | Wohn- und Geschäftshaus                                       | Hufergasse 15 Karte                                  | | erste Hälfte 19. Jahrhundert    | 10. Juli 1986      | 161             |
| weitere Bilder                                        | Wohn- und Geschäftshaus                                       | Hufergasse 17 Karte                                  | | 1682                            | 10. Juli 1986      | 160             |
| Stadtmauer Werden                                     | Stadtmauer Werden                                             | Hufergasse 24 / Grafenstraße 39, 41, 43, 47 Karte    | | etwa 14. Jahrhundert            | 14. Februar 1985   | 79c             |
| Ehemaliges Empfangsgebäude des Bahnhofs Werden        | Ehemaliges Empfangsgebäude des Bahnhofs Werden                | Im Löwental 48 Karte                                 | Im Stil des Historismus durch die Bergisch-Märkische Eisenbahn-Gesellschaft an der damaligen Bahnstrecke Düsseldorf-Oberbilk–Essen-Kupferdreh als Teil der Ruhrtalbahn erbaut.       | 1872                            | 28. Juni 1990      | 558             |
| Wohnhaus                                              | Wohnhaus                                                      | Kanonenberg 29 Karte                                 | | 18. Jahrhundert                 | 10. Juli 1986      | 162             |
| weitere Bilder                                        | Friedhof Werden II, Grabmal C. u. J. Forstmann                | Kirchhofsallee Karte                                 | | um 1884 bis 1896                | 13. Oktober 1994   | 838             |
| weitere Bilder                                        | ehemalige Clemenskirche                                       | Klemensborn Karte                                    | geweiht am 1. Mai 957 durch Erzbischof Bruno von Köln, niedergelegt am 20. November 1817, lag innerhalb einer Ringwallanlage aus dem 9.–11. Jahrhundert, heute Bau- und Bodendenkmal | Mitte 10. Jahrhundert           | 10. Juli 1986      | 183             |
| weitere Bilder                                        | Ehemalige Abtei Werden und Stadtmauer, Preußenflügel mit Turm | Klemensborn 39, 61b, 87 Karte                        | | 18. Jahrhundert                 | 14. Februar 1984   | 1               |
| BW                                                    | Ehemalige Stadtmauer                                          | Klemensborn 89 a/b Karte                             | | etwa 14. Jahrhundert            | 16. August 2023    | 998             |
| BW                                                    | Kellergewölbe                                                 | Leinwebermarkt 1 Karte                               | | 18. Jahrhundert                 | 13. Oktober 1994   | 839             |
| Wohnhaus                                              | Wohnhaus                                                      | Leinwebermarkt 5 Karte                               | | 18. Jahrhundert                 | 8. September 1994  | 827             |
| weitere Bilder                                        | Kirche St. Luzius                                             | Luziusstraße 6 Karte                                 | mehrere Bauphasen; gilt als älteste erhaltene Gemeindekirche nördlich der Alpen; heute Filialkirche der Propsteigemeinde St. Ludgerus                                                | Ursprung 995                    | 14. Februar 1985   | 78              |
| weitere Bilder                                        | Wohnhaus                                                      | Neukircher Mühle 7 Karte                             | | 19. Jahrhundert                 | 27. Januar 2004    | 933             |
| weitere Bilder                                        | ehemalige Tuchfabrik Feulgen                                  | Neukircher Mühle 21b, 23a–b, 25 Karte                | | 1868                            | 11. Dezember 1997  | 897             |
| BW                                                    | Wohnhaus                                                      | Propsteistraße 37 Karte                              | Backsteinbau mit Stuckfassade | 1900                            | 30. April 2024     | 1001            |
| BW                                                    | Wohnhaus                                                      | Propsteistraße 39 Karte                              | Backsteinbau mit klassizistisch gegliederter Stuckfassade | 1899                            | 30. April 2024     | 1002            |
| Wohnhaus                                              | Wohnhaus                                                      | Propsteistraße 68 Karte                              | | zweite Hälfte 19. Jahrhundert   | 10. März 1994      | 809             |
| Kutschenhof der ehemalige Villa Franzenshöhe          | Kutschenhof der ehemalige Villa Franzenshöhe                  | Ruhrtalstraße 4–6 Karte                              | | 1874–1875                       | 10. Juli 1986      | 165             |
| weitere Bilder                                        | Wohnhaus                                                      | Ruhrtalstraße 49 Karte                               | | Mitte 19. Jahrhundert           | 10. Dezember 1987  | 247             |
| weitere Bilder                                        | Fachwerkhaus                                                  | Ruhrtalstraße 113 Karte                              | | 1602                            | 10. Juli 1986      | 166             |
| weitere Bilder                                        | Wasserwerk Wolfsbachtal                                       | Ruhrtalstraße 151 Karte                              | Wasserwerk an der Ruhr, erbaut durch Fa. Krupp zur Wasserversorgung der Villa Hügel, der Krupp-Wohnkolonien und der Krupp-Gussstahlfabrik                                            | Anfang 20. Jahrhundert          | 10. Juli 1986      | 167             |
| weitere Bilder                                        | Papiermühlenschleuse mit Schleusenwärterhaus                  | Schleuse 7 Karte                                     | eine von 16 Schleusen für die Ruhrschifffahrt, errichtet durch Friedrich den Großen                                                                                                  | 1776–1780                       | 15. Juli 1987      | 217             |
| weitere Bilder                                        | Wohnhaus                                                      | Umstraße 8–10 Karte                                  | | 1920                            | 12. Dezember 1985  | 100             |
| Schule                                                | Schule                                                        | Von-Schirp-Straße 24/26 Karte                        | | um 1890                         | 8. September 1994  | 828             |
| weitere Bilder                                        | ehemaliges Rathaus Werden                                     | Werdener Markt 1 Karte                               | | 1879–1880                       | 14. Februar 1985   | 80              |
| Wohn- u. Geschäftshaus                                | Wohn- u. Geschäftshaus                                        | Werdener Markt 2 / Brückstraße 36 Karte              | | 1901–1902                       | 13. Juli 1995      | 861             |
| Hirsch-Apotheke                                       | Hirsch-Apotheke                                               | Werdener Markt 3 Karte                               | | um 1800                         | 10. Juli 1986      | 169             |
| weitere Bilder                                        | Wohn- und Geschäftshaus                                       | Wesselswerth 7/9 Karte                               | | 1902                            | 7. Januar 1991     | 654             |
| weitere Bilder                                        | Jugendarrestanstalt                                           | Wesselswerth 10 Karte                                | | 1912                            | 29. September 2004 | 936             |
| Wohnhaus                                              | Wohnhaus                                                      | Wesselswerth 14 / Gyrenkampstraße 2 Karte            | | zweite Hälfte 19. Jahrhundert   | 23. November 1989  | 551             |
| weitere Bilder                                        | Wohnhäuser                                                    | Wesselswerth 15/17 Karte                             | | 1884                            | 25. Juni 2019      | 977             |
| weitere Bilder                                        | ehemaliges Postamt Werden                                     | Wesselswerth 21 Karte                                | | nach 1879                       | 10. Juli 1986      | 170             |
| weitere Bilder                                        | Gartenhaus mit Garten und Mauer (Pavillon)                    | Wesselswerth 23 (unterhalb Brandstorstraße 15) Karte | | Ende 18. Jahrhundert            | 19. April 1994     | 811             |
| weitere Bilder                                        | Schulgebäude                                                  | Wesselswerth 23 Karte                                | | 1891                            | 18. Juni 1996      | 875             |
| Wohnhaus                                              | Wohnhaus                                                      | Wesselswerth 31 Karte                                | | 19. Jahrhundert                 | 9. Dezember 1993   | 800             |
| Wohnhaus (Villa)                                      | Wohnhaus (Villa)                                              | Wesselswerth 44 Karte                                | | 1884                            | 8. September 1994  | 829             |
| weitere Bilder                                        | Wohnhaus mit Hintergebäude                                    | Wigstraße 6 Karte                                    | | 18. Jahrhundert                 | 27. Mai 2008       | 948             |
| Ehemaliges abteiliches Waisenhaus                     | Ehemaliges abteiliches Waisenhaus                             | Wigstraße 9 Karte                                    | | Mitte 15. Jahrhundert           | 14. Februar 1985   | 81              |
| Wohnhaus                                              | Wohnhaus                                                      | Wigstraße 11-13 Karte                                | | um 1800                         | 10. März 1994      | 810             |
| Villa Wiese                                           | Villa Wiese                                                   | Wilhelm-Bernsau-Weg 2 Karte                          | | 1856                            | 10. Juli 1986      | 139             |